# Terry Monaghan
Terence Austin „Terry“ Monaghan (* 26. August 1933 in Mountain Ash) ist ein ehemaliger britischer Eisschnellläufer.

## Werdegang
Monaghan trat international erstmals in der Saison 1955/56 in Erscheinung. Dabei belegte er bei der Mehrkampfeuropameisterschaft 1956 in Helsinki den 25. Platz und bei der Mehrkampfweltmeisterschaft 1956 in Oslo den 34. Rang im Großen Vierkampf. In der Saison 1956/57 lief er bei der Mehrkampfeuropameisterschaft 1957 in Oslo auf den 23. Platz und bei der Mehrkampfweltmeisterschaft 1957 in Östersund auf den 26. Rang im Großen Vierkampf. In den folgenden Jahren kam er bei der Mehrkampfeuropameisterschaft 1958 in Eskilstuna sowie bei der Mehrkampfeuropameisterschaft 1959 in Göteborg jeweils auf den 15. Platz, bei der Mehrkampfweltmeisterschaft 1958 in Helsinki auf den 30. Rang und bei der Mehrkampfweltmeisterschaft 1959 in Oslo auf den 13. Rang im Großen Vierkampf. Nach Platz 16 bei der Mehrkampfeuropameisterschaft 1960 in Oslo und Rang 15 bei der Mehrkampfweltmeisterschaft 1960 in Davos zu Beginn der Saison 1959/60, belegte er im Februar 1960 in Squaw Valley bei seiner einzigen Teilnahme an Olympischen Winterspielen den 38. Platz über 500 m, den 26. Rang über 1500 m, den 11. Platz über 5000 m sowie den fünften Platz über 10.000 m. Letztmals international startete er in der Saison 1961/62. Dabei erreichte er bei der Mehrkampfeuropameisterschaft 1962 in Oslo den achten Platz und bei der Mehrkampfweltmeisterschaft 1962 in Moskau den 13. Rang im Großen Vierkampf.

## Erfolge

### Olympische Spiele
- 1960 Squaw Valley: 5. Platz 10.000 m, 11. Platz 5000 m, 26. Platz 1500 m, 38. Platz 500 m

### Mehrkampf-Weltmeisterschaften
- 1956 Oslo: 34. Platz Großer Vierkampf
- 1957 Östersund: 26. Platz Großer Vierkampf
- 1958 Helsinki: 30. Platz Großer Vierkampf
- 1959 Oslo: 13. Platz Großer Vierkampf
- 1960 Davos: 15. Platz Großer Vierkampf
- 1962 Moskau: 13. Platz Großer Vierkampf

### Mehrkampf-Europameisterschaften
- 1956 Helsinki: 25. Platz Großer Vierkampf
- 1957 Oslo: 23. Platz Großer Vierkampf
- 1958 Eskilstuna: 15. Platz Großer Vierkampf
- 1959 Göteborg: 15. Platz Großer Vierkampf
- 1960 Oslo: 16. Platz Großer Vierkampf
- 1962 Oslo: 8. Platz Großer Vierkampf

## Persönliche Bestleistungen
| Disziplin | Zeit        | Datum            | Ort          |
| --------- | ----------- | ---------------- | ------------ |
| 500 m     | 43,3 s      | 26. Februar 1959 | Nannestad    |
| 1000 m    | 1:51,5 min  | 9. März 1957     | Mo i Rana    |
| 1500 m    | 2:15,2 min  | 17. März 1962    | Tolga        |
| 3000 m    | 4:45,9 min  | 10. März 1962    | Fagernes     |
| 5000 m    | 8:15,3 min  | 25. Februar 1960 | Squaw Valley |
| 10.000 m  | 16:31,6 min | 27. Februar 1960 | Squaw Valley |